# Valore delle rovine

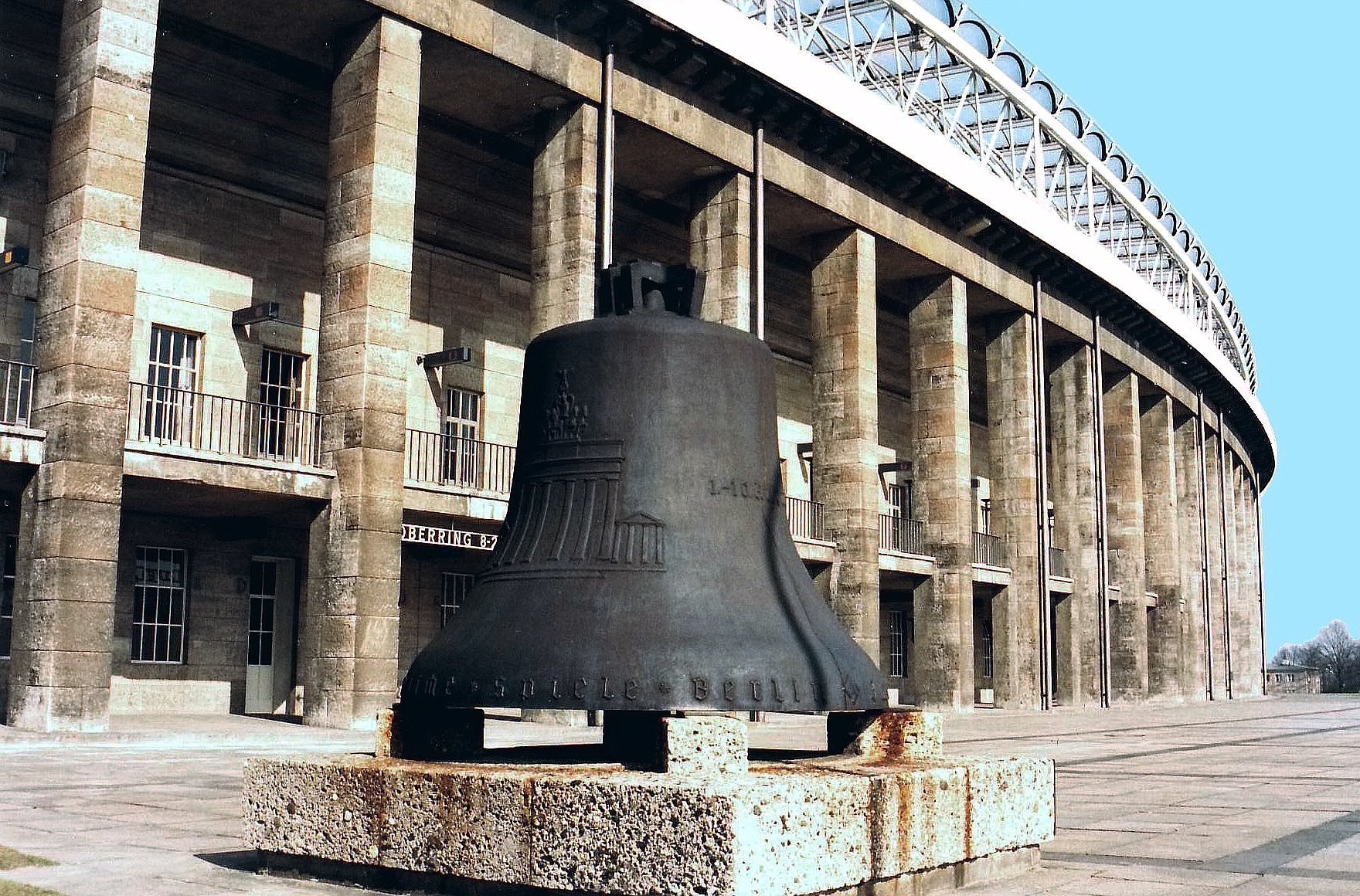
L'Olympiastadion di Berlino (1936) come appariva nel 1993

Il valore delle rovine (de. Ruinenwert) è una teoria architettonica secondo cui un edificio dev'essere progettato in modo tale da lasciare dietro di sé, una volta crollato, delle rovine esteticamente gradevoli e capaci di conservarsi senza manutenzione. 

## Storia
L'idea fu lanciata dall'architetto tedesco Albert Speer durante la pianificazione delle Olimpiadi estive del 1936 e pubblicata come "Teoria del Valore delle Rovine" (de. Ruinenwerttheorie), sebbene egli non ne fosse l'inventore originale. L'intenzione non si estendeva solo all'eventuale crollo degli edifici ma presupponeva piuttosto che tali edifici fossero intrinsecamente meglio progettati e più imponenti durante il loro periodo di utilizzo. L'idea fu sostenuta da Adolf Hitler che vide tali rovine come un lascito alle generazioni future della grandezza del III Reich, proprio come le antiche rovine greche e romane erano il simbolo di quelle civiltà.

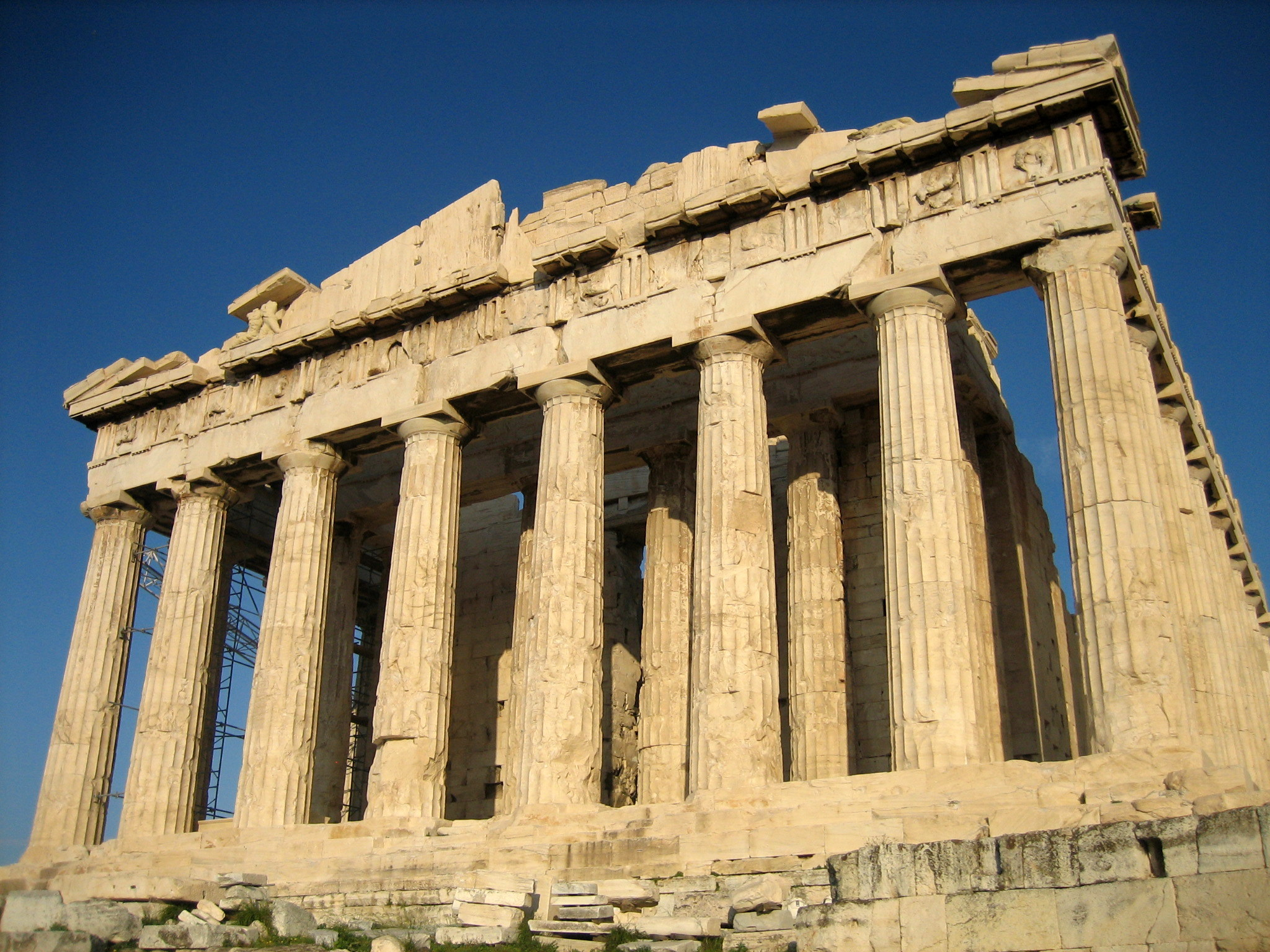
Secondo Albert Speer, il Partenone è il lampante esempio di rovine esteticamente gradevoli.

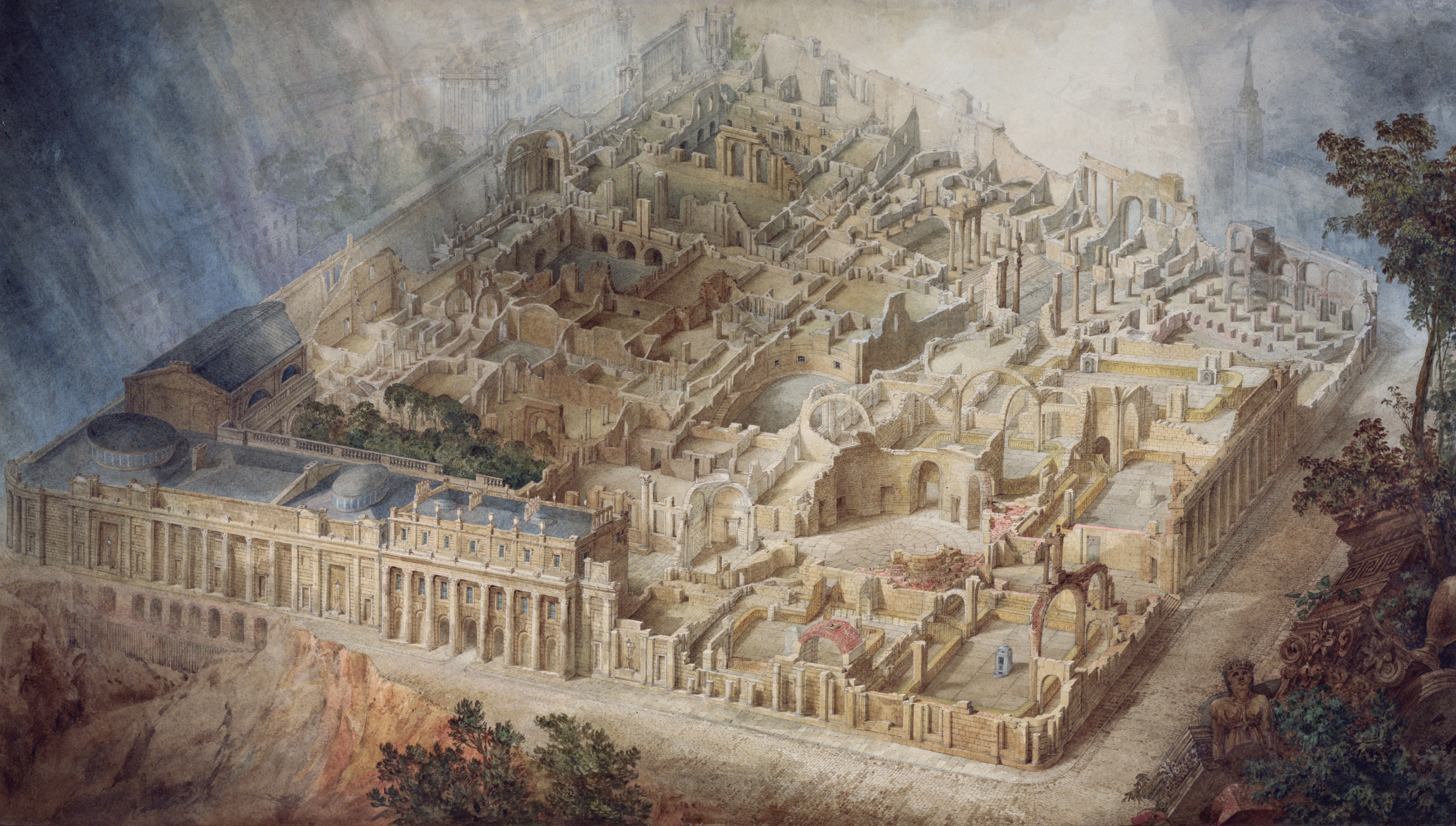
Veduta aerea delle rovine della Bank of England di Sir John Soane (1830).

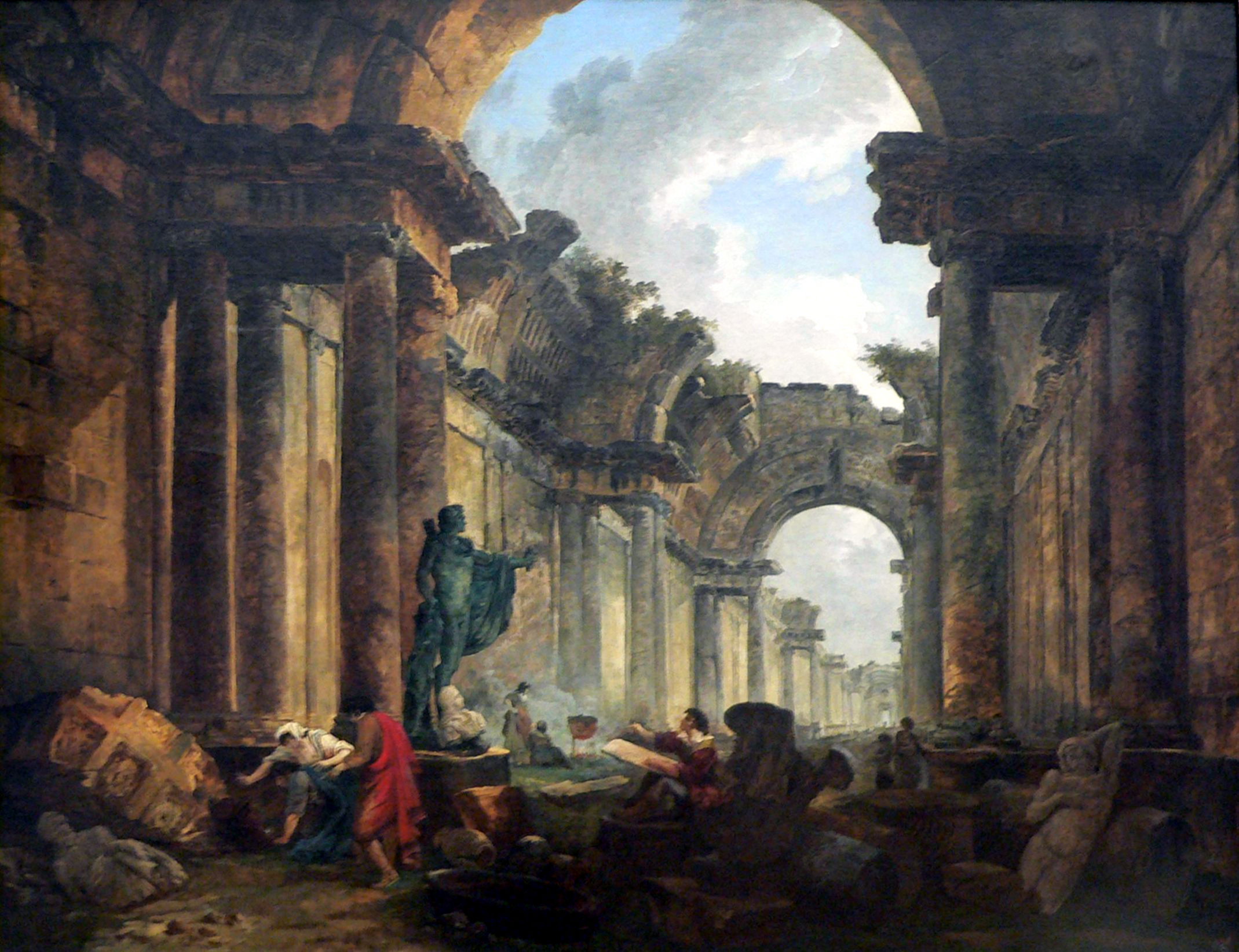
Vista immaginaria della Grande Galleria del Louvre in rovina di Hubert Robert (1796).

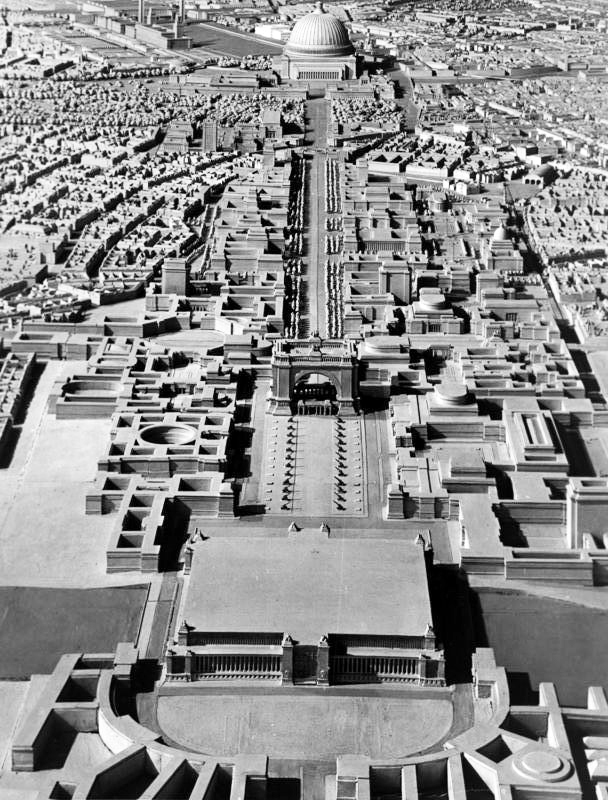
Modellino dei progetti di Albert Speer per la nuova Berlino (Welthauptstadt Germania, "Capitale mondiale Germania") - la città venne interamente pianificata per divenire, nei secoli successivi, un complesso di mastodontiche rovine.

Nelle sue memorie Speer sostenne di aver personalmente ideato la Teoria del Valore delle Rovine (de. Ruinenwerttheorie) ma era presumibilmente un approfondimento delle opinioni di Gottfried Semper sull'uso di materiali "naturali" a discapito delle travi di ferro. In realtà era un concetto molto più antico, diffusosi in tutta Europa durante il Romanticismo. Esempi precursori di Speer furono il Nuovo castello in rovina costruito dal Landgraf di Assia-Kassel nel XVIII secolo e i progetti per la Banca d'Inghilterra (XIX secolo) di Sir John Soane che presentò tre schizzi del medesimo edificio raffigurandolo nuovo, in corso d'uso e in rovina.
L'apprezzamento di Hitler per la teoria di Speer, strettamente legato alla sua passione per l'architettura della Roma Imperiale, divennero uno dei cardini dell'architettura nazista come ben testimoniatoci da Speer stesso: 
(Albert Speer)
Hitler di conseguenza approvò la raccomandazione di Speer di utilizzare materiali "nobili" e non acciaio e cemento armato negli edifici d'uso pubblico/propagandistico del III Reich per garantire che divenissero maestose rovine nei secoli futuri, tali da non sfigurare accanto alle vestigia dell'antica Roma. Speer espresse le sue opinioni sulla questione nel Piano quadriennale del 1937 nel suo articolo "Pietra e non Ferro" in cui pubblicò una fotografia del Partenone con il pedice: "Gli edifici in pietra dell'antichità dimostrano oggi nelle loro condizioni la permanenza di materiali edili naturali". Più tardi, dopo aver detto che gli edifici moderni durano raramente più di cinquant'anni, continua: "I secolari edifici in pietra degli egiziani e dei romani si trovano ancora oggi come potenti prove architettoniche del passato di grandi nazioni, edifici che sono spesso rovine solo perché la brama di distruzione dell'uomo li ha resi tali". Hitler approvò poi la "Legge del Valore della Rovina" (de. Ruinengesetz) dopo che Speer gli aveva mostrato uno schizzo della Haupttribüne di Norimberga come una rovina ricoperta d'edera. Il disegno entusiasmò Hitler e scandalizzò il suo entourage.

### Esempi contemporanei
Un esempio più moderno di rovine progettate erano i segnali di avvertimento pianificati per il proposto deposito di scorie nucleari a Yucca Mountain che avrebbero dovuto durare per 10.000 anni ricordando alle future generazioni il messaggio «Stai fuori - Non scavare qui».
L'architetto Charles Jencks menziona l'opera "Ruins in the Garden", una sezione della Neue Staatsgalerie, come una sovversione postmoderna della Ruinenwerttheorie.